# Oppo Find 5
De Oppo Find 5 is een high-end-phablet van de Chinese fabrikant Oppo. Het bedrijf was voorheen beter bekend voor hun kwalitatieve Blu Ray spelers. Het toestel wordt geleverd met Android-versie 4.1. De phablet werd als eerste op de Chinese markt uitgebracht met verdere uitrol naar de VS en een aantal landen in Europa, waaronder Nederland, Spanje, België en Duitsland. De phablet is beschikbaar in het wit en zwart (Midnight versie).
De Oppo Find 5 heeft een schermdiagonaal van 5 inch en behoort daarmee tot de phablets, een categorie gelegen tussen de smartphones en de tablets. Het grote aanraakscherm heeft een HD-resolutie van 1080p en een pixeldichtheid van 441 ppi. De Find 5 draait op een door Qualcomm ontworpen quadcore-processor van 1,5 GHz en beschikt over 2 GB RAM-geheugen. Aan de achterkant van de phablet bevindt zich een 13 megapixelcamera en aan de voorkant een camera met een resolutie van 1,9 megapixel om mee te kunnen videobellen.